# Funny Games (film, 1997)
Pour les articles homonymes, voir Funny Games.
Pour plus de détails, voir Fiche technique et Distribution.
Funny Games est un thriller autrichien réalisé par Michael Haneke, sorti en 1997.
En 2007, ce même réalisateur réalise un remake de son propre film, intitulé Funny Games U.S..

## Synopsis
L'histoire suit un couple (Anna et Georges), leur fils (s'appellant également Georges) et leur chien qui partent passer quelques jours dans leur maison de campagne près d'un lac.
En passant devant la maison de leurs voisins, ils s'étonnent de la présence de deux jeunes hommes (Peter et Paul). À peine arrivés dans leur propre maison de campagne, l'un de ces deux jeunes vient leur demander un service (lui donner quatre œufs). Il se comporte avec une grande politesse mais son attitude suscite un certain malaise, d'autant plus qu'on ne comprend pas comment il a réussi à entrer dans la demeure.
Anna, méfiante, lui donne les œufs mais celui-ci les fait tomber. Tandis qu'elle lui en redonne quatre, celui-ci fait tomber intentionnellement son portable dans l'évier rempli d'eau. Ensuite, le deuxième jeune entre dans la maison. Il déclare qu'il a encore fait tomber les œufs car le chien l'a mordu, et  redemande à Anna des œufs.
Quand George et le fils reviennent du lac où ils s'occupaient du bateau, les deux jeunes insistent pour avoir une fois de plus des œufs.
Anna quitte la pièce avec son fils, mais le père reste pour discuter avec les hommes. 
Rapidement l'agressivité monte ; Georges gifle un des deux jeunes, mais il reçoit en retour un coup de club de la part du jeune au niveau de la cuisse. Le couple demande aux jeunes de partir mais ceux-ci refusent.
Ils forcent Anna et les deux Georges à se soumettre à une série de « jeux ».
Un des jeunes déclare qu'il a frappé le chien avec le club de golf, c'est ainsi qu'Anna se lance dans le « jeu du chaud-froid » pour trouver le chien que, finalement, elle retrouve mort dans la voiture.
Ensuite, dans le salon, les jeunes inventent le « jeu du chat », qui consiste à mettre le visage de Georges junior dans une taie d'oreiller. Puis, ils demandent à Anna de se déshabiller.
Après cela, Georges junior s'échappe ; un des deux jeunes part à sa poursuite. Georges court et arrive dans une maison voisine, où il découvre une personne morte (ce qui nous laisse penser que nos 3 personnages ne sont pas les premières victimes). Georges trouve un fusil par terre. Georges et le jeune se retrouvent dans un couloir, et Georges menace de tirer s'il s'approche ; finalement Georges tire, mais il n'y avait pas de munition dans le fusil.
Le jeune revient avec Georges junior dans la maison. Alors qu'un des deux jeunes va chercher à manger dans la cuisine, l'autre jeune tire sur Georges junior, le tuant ainsi.
Les deux jeunes décident de quitter la maison.
Georges est blessé tandis Anna est ligotée, se débattant pour se détacher. Elle aide ensuite Georges à se relever. Le couple tente d'appeler la police, en vain. Ils pensent ensuite à s'échapper de la maison, mais Georges est incapable de marcher.
Georges décide donc de rester dans la cuisine avec le séchoir pour essayer de sécher le téléphone, pendant qu'Anna part chercher du secours, mais sa tentative échoue et elle est capturée à nouveau.
Peu après, les deux tueurs reviennent dans la maison, avec Anna qu'ils ont attachée. Ils décident de jouer au « jeu de la femme aimante ». Dans ce jeu, Anna va devoir dire aux deux tueurs avec quel outil ils vont tuer Georges : un couteau ou un fusil. Anna ne veut pas répondre et semble être épuisée. Les deux tueurs prennent alors le couteau et frappent Georges plusieurs fois. Anna doit ensuite dire une prière et la réciter à l’envers.
Soudainement, Anna s'empare du fusil et abat Peter d'une balle dans le ventre. Paul, surpris, reste immobile puis frappe Anna avec le fusil qui n'a maintenant plus de balles. Paul cherche désespérément la télécommande et rembobine la scène avant l'assassinat de Peter.
Une fois le rembobinage fini, Paul anticipe et arrive à stopper Anna avant qu'elle ne tire et la punit d'une mort directe pour avoir triché ainsi que de celle de Georges agonisant. Plus tard, Anna et les tueurs sont dans une barque au large pour la noyer. Elle trouve un couteau et tente de couper les cordes mais échoue une fois de plus et est jetée à l’eau.
Le pari est gagné, Anna meurt à 8 heures.
Les tueurs arrêtent la barque devant la maison des voisins, et Paul entre dans la demeure, en demandant des œufs. Le film s'arrête sur le visage de Paul fixant les spectateurs en souriant.

## Fiche technique
Sauf indication contraire, les informations mentionnées dans cette section peuvent être confirmées par la base de données cinématographiques IMDb,  présente dans la section « Liens externes ».
- Titre original : Funny Games
- Réalisation et scénario : Michael Haneke
- Décors : Christoph Kanter
- Costumes : Lisy Christl
- Musique : Georg Friedrich Haendel[1]
- Photographie : Jürgen Jürges
- Montage : Andreas Prochaska
- Production : Veit Heiduschka
- Société de production : Wega Film
- Société de distribution : Kinostart
- Pays de production :  Autriche
- Langues originales : allemand, français, italien
- Format : couleur - 1,85:1 - son Dolby Digital - 35 mm
- Genre : thriller, drame
- Durée : 108 minutes
- Dates de sortie :
  - France : 14 mai 1997 (Festival de Cannes) ; 14 janvier 1998 (sortie nationale)
  - Allemagne : 11 septembre 1997
  - Belgique : 4 février 1998
- Film interdit aux moins de 16 ans avec avertissement lors de sa sortie en salles en France. Aujourd'hui le film est passé interdit aux moins de 16 ans sans avertissement.

## Distribution
- Susanne Lothar : Anna
- Ulrich Mühe : Georg
- Arno Frisch (VF : Renaud Marx) : Paul
- Frank Giering : Peter
- Stefan Clapczynski : Schorschi
- Doris Kunstmann : Gerda
- Christoph Bantzer : Fred
- Wolfgang Glück : Robert
- Susanne Meneghel : la sœur de Gerda
- Monika Zallinger : Eva

## Production

### Tournage
Le tournage a lieu au studio Atelier Rosenhügel à Vienne, en Autriche.

### Musique
- Georg Friedrich Haendel : Care selve
- Pietro Mascagni : Tu qui santuzza
- Mozart : Quintett für Klarinette, 2 Violinen, Viala und Violoncello
- John Zorn : Bonehead et Hellraiser (John Zorn a utilisé le sample de la voix d'Anna lorsqu'elle crie « Au secours » (devant le portail en tentant de s'échapper), tout au long du morceau Bonehead)
- Frank Jonko Band : Water

## Distinctions

### Récompenses
- Ramdam Festival 2015[3] : section « Rétrospective »
  - Prix du public pour le film le plus dérangeant
  - Prix du film le plus dérangeant

## Autour du film
- Ce film a été fortement controversé lors de sa sortie à cause de sa violence « réaliste ». Ici, les lois traditionnelles du film sont mises à rude épreuve, de l'avis du réalisateur lui-même.
- Le schéma général de l'intrigue (un début extrêmement paisible, la naissance d'un certain malaise, puis une montée de la violence dont il est impossible de savoir jusqu'où elle culminera) n'est pas sans rappeler celui du film de Sam Peckinpah Les Chiens de paille. D'autres éléments comme la maison, le lac, l'arrivée de deux « visiteurs », renvoient sans doute au  film The Visitors (1972) de Elia Kazan.
- Au départ, Michael Haneke pense déjà à Isabelle Huppert (qu'il dirigera dans La Pianiste, Le Temps du loup et Amour) pour le rôle de la mère assassinée, mais elle le refuse, le jugeant trop éprouvant[4].
- Si le film déclenche une vive polémique lors de sa présentation au 50e Festival de Cannes, il devient, au fil des années, une œuvre culte ce que le réalisateur regrette car ce statut repose, selon lui, sur un malentendu : les situations d'une violence insoutenable et la tension asphyxiante qui en découlent distillent une angoisse et un malaise indicible qui le rendent plus séduisant, auprès d'un public jeune, qu'un film d'horreur ordinaire[5]. Cette confusion du contenant et du contenu et l'attraction de l'image-choc au détriment du message de fond, pourtant clair, lui auraient, un temps, donné l'envie de détruire ce film et d'en décliner la responsabilité[5].
- Michael Haneke a réalisé un remake de son propre film, sorti en France en avril 2008 : Funny Games U.S., avec Naomi Watts, Tim Roth et Michael Pitt.